# Templo de Houston
El templo de Houston es uno de los templos construidos y operados por la Iglesia de Jesucristo de los Santos de los Últimos Días, el número 97 construido por la iglesia y el segundo de cuatro templos en el estado de Texas, ubicado en el suburbio de Klein al norte del condado de Harris, en el este de Texas, Estados Unidos. El primer templo en Texas fue el templo de Dallas, a unas cinco horas de carretera de Houston.
El templo de Houston fue construido con el acabado exterior de granito tipo perla luna, con un diseño modificado del clásico pináculo único. El templo tiene un total de 3.156 metros cuadrados de construcción ubicados en 4.5 hectáreas de terreno y cuenta con dos salones para las ordenanzas SUD y tres salones de sellamientos matrimoniales.

## Historia
Antes de la travesía de los pioneros mormones hacia el territorio de Utah, los líderes de la iglesia habían considerado a la entonces República de Texas como un posible lugar de refugio en contra de la persecución en Nauvoo. En 1844, año que Joseph Smith, fundador del movimiento de los Santos de los Últimos Días fue asesinado, Houston era un pequeño pueblo con calles de tierra y aceras de madera. Ese año la Primera Presidencia de la iglesia pidió a Lucien Woodward que fuese a Texas a considerar el lugar como su santuario. Con el martirio de Smith, los planes de Texas menguaron para dar prioridad a la finalización del templo de Nauvoo. En 1845, algunos conversos SUD se mudaron al condado de Madison, bajo la dirección de Israel Allphin. En 1848 la iglesia envió a tres misioneros, Preston Thomas, William Martindale y James McGaw, quienes hicieron proselitismo en Texas durante alrededor de 10 años, exhortando a sus conversos a mudarse al valle de Utah. Unas 2.100 personas emigraron de Texas a Utah.
Los esfuerzos misionales en Texas volvieron a declinar durante la Guerra Civil de Estados Unidos, reanudándose en 1892 con la llegada de familias SUD provenientes de Misisipi y Alabama, estableciéndose en el condado de Tyler. Para 1931 había menos de 3 mil fieles en Houston y sus alrededores. En medio de la Gran Depresión, en 1833, se construyó la primera capilla en Houston, remodelada a partir de la casa de una anciana, Gussie Farmer, quien la donó junto con dos terrenos de su propiedad como parte de su testamento. En 1940 la iglesia compró los terrenos y construyó una capilla más grande que sirvió como centro de la estaca creada en 1953 con casi 4 mil miembros en congregaciones establecidas en 48 condados del estado.

## Construcción
La Primera Presidencia de la iglesia SUD anunció el 30 de septiembre de 1997 los planes de construir un templo en Houston. Tras el anuncio público, la iglesia en ese país buscó un terreno adecuado, considerando varios puntos por cerca de 18 meses. Finalmente se decidió construir el templo religioso en un terreno cuyo propietario en el pasado no había estado dispuesto a vender. Se reporta que debido a serios desafíos financieros, el dueño del terreno había pedido a Dios ayuda para solventar su decadente situación. Al rescatar su economía, el propietario recibió noticias que el terreno había sido solicitado nuevamente para la compra, volviéndose el propietario a venderlo. El agente insistió y le contó que el terreno iba a ser usado para construir un templo religioso. Recordando la promesa que hizo a Dios a cambio de que lo socorriese financieramente, el dueño del terreno accedió a vender el terreno, retribuyendo así simbólicamente a la divinidad por los favores del pasado. El incidente sirvió como evidencia para los fieles SUD de que el terreno había sido preservado por la mano divina con el exclusivo propósito de la construcción de este templo, considerado por la iglesia, al igual que los demás templos que ha construido, como la casa del Señor.
La ceremonia de la primera palada tuvo lugar el 13 de junio de 1998 con la asistencia de unas 600 personas, mayormente líderes de la iglesia locales, autoridades civiles, los medios de comunicación e invitados especiales, incluyendo el antiguo dueño del terreno donde se construiría el templo, quien sostuvo una de las 10 palas usadas para la simbólica primera palada.

## Dedicación
El templo SUD de la ciudad de Houston fue dedicado para sus actividades eclesiásticas el 26 de agosto de 2000, por el entonces presidente de la iglesia Gordon B. Hinckley. Con anterioridad a ello, del 5 al 22 de agosto de ese mismo año, la iglesia permitió un recorrido público de las instalaciones y del interior del templo al que asistieron unos 110.000 visitantes. Unos 20.000 miembros de la iglesia e invitados asistieron a la ceremonia de dedicación, que incluye una oración dedicatoria.
Al templo, por su cercanía a las comunidades, también acuden miembros provenientes del condado de Matagorda, Beaumont y otras ciudades del condado de Jefferson, College Station y otras ciudades del condado de Brazos, así como fieles en el condado de Orange y del condado de Fort Bend.